# Fikret Otyam
 Fikret Otyam (19 de diciembre de 1926 – 9 de agosto de 2015) fue un pintor y periodista turco.
Nació en Aksaray, donde su padre tenía una farmacia. Luego de concurrir a la escuela en Aksaray, se gradúa en la Academia de Artes de Estambul, que hoy en día es la Universidad de Artes Mimar Sinan, donde estudió con Bedri Rahmi Eyüboğlu. (1953).
Comenzó su carrera en el periodismo antes de interesarse por la pintura y la fotografía. Trabajó en los periódicos Son Saat, Dünya, Akın, Ulus, Kudret y Cumhuriyet. Posteriormente escribía una columna semanal en el Aydınlık daily.
Ganó prestigio con su serie de entrevistas a gente común del sureste y este de Turquía (Anatolia). Dichas entrevistas fueron luego publicadas como libros.
Luego de jubilarse en 1979, se mudó a su chacra en Antalya donde comenzó a dedicarse a la pintura. Su estilo pictórico está muy influido por los estilos de artistas como Turgut Zaim, Namık İsmail y Bedri Rahmi Eyüboğlu. En sus pinturas aparecen con frecuencia las mujeres de Anatolia con velo y las cabras. Luego de su primera exhibición en 1952, Otyam realizó otras 30 exhibiciones en Turquía y en otros países.